# Ernestine Charlotte von Nassau-Siegen

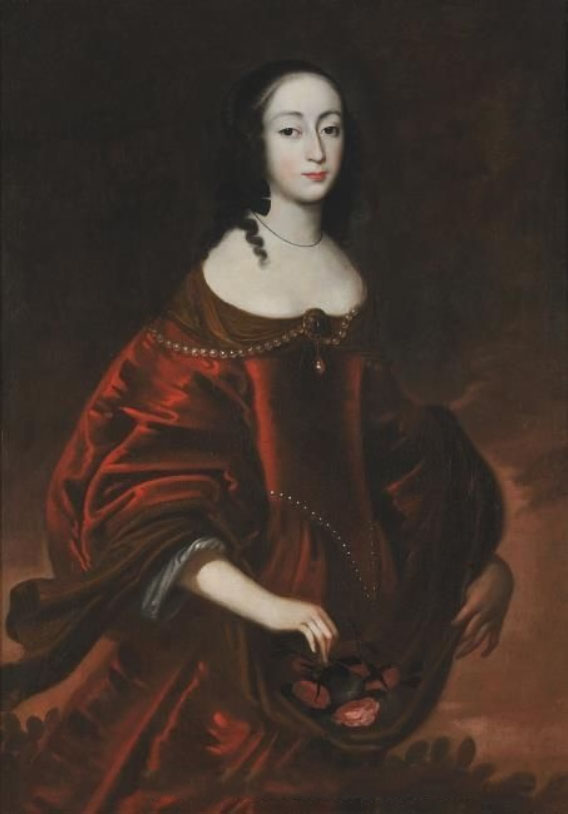
Ausschnitt aus einem Selbstbildnis

Ernestine Charlotte von Nassau-Siegen (* 23. Oktober 1623; † 15. August 1668 in Mengerskirchen) war eine Malerin und durch ihre Ehe Fürstin von Nassau-Hadamar.

## Familie
Sie war eine Tochter des Grafen Johann VIII. von Nassau-Siegen und die erste von drei Ehefrauen Moritz Heinrichs von Nassau-Hadamar, dem zweiten Fürst der jüngeren ottonischen Linie des Hauses Nassau in Hadamar. Die Heirat erfolgte am 30. Januar 1650 in Brüssel.

## Leben
Sie wurde wahrscheinlich in Brüssel geboren und hat dort ihre Jugend verbracht. Sie ist im Alter von elf Jahren auf einem Gemälde von Anthonis van Dyck zu sehen. Ursprünglich neigte sie dem Klosterleben zu, heiratete aber nach einer Verlobungszeit von neun Jahren im Jahr 1650 ihren Cousin Moritz Heinrich von Nassau-Hadamar. Der Wechsel von Brüssel in die deutsche Provinz war für sie wohl schwierig und sie litt unter dem Wetter, Schwangerschaften und Krankheiten. 
Sie war künstlerisch begabt und erhielt wahrscheinlich von einem Künstler aus dem Umkreis van Dycks Unterricht im Malen. Sie malte insbesondere Frauenbildnisse. Diese entstanden als Einzelstücke und nicht als Serie. Dabei orientierte sie sich an Vorbildern anderer Künstler. Einige ihrer Bilder sind erhalten und befinden sich in der Lobkowicz-Sammlung in Prag.

## Nachkommen
- Ernestine Ludovika (* 17. Februar 1651 in Hadamar, † 29. Mai 1661 ebenda)
- Johann Lamoral Hermann Franz (* 21. Januar 1653 in Hadamar, † 18. Februar 1654 ebenda)
- Philipp Karl (* 15. Mai 1656 in Hadamar, † 22. Juli 1668 in Oirschot)
- Franz Kaspar Otto (* 29. November 1657 in Hadamar, † 24. Februar 1659 ebenda)
- Claudia Franziska (* 6. Juni 1660 in Hadamar, † 6. März 1680 in Neustadt an der Waldnaab), Heirat am 18. Juli 1677 in Hadamar mit Fürst Ferdinand August von Lobkowitz (* 7. September 1655, † 3. Oktober 1715)
- Maximilian August Adolph (* 19. Oktober 1662 in Hadamar, † 26. Mai 1663 ebenda)